# Museo
Museo is een Mexicaanse film uit 2018, geregisseerd door Alonso Ruizpalacios.

## Verhaal
Juan en Wilson zijn onsuccesvolle studenten die plannen maken om in te breken in het het Nationaal Museum voor Antropologie in Mexico-Stad om daar kostbare Maya-, Mixtec- en Zapotec-voorwerpen te stelen. Hun hoofddoel is het funeraire masker van koning Pakal. Tijdens Kerstmis voeren ze hun plan door en zonder problemen stelen ze enkele sporttassen vol kunstschatten. Op het nieuws wordt hun daad omschreven als een aanval op de natie en dan pas beseffen ze de ernst van hun actie waar ze zich niet goed meer bij voelen.

## Rolverdeling
| Acteur              | Personage       |
| ------------------- | --------------- |
| Gael García Bernal  | Juan Nuñez      |
| Leonardo Ortizgris  | Benjamin Wilson |
| Alfredo Castro      | Dr. Nuñez       |
| Simon Russell Beale | Frank Graves    |
| Bernardo Velasco    | Bosco           |
| Leticia Brédice     | Sherezada       |
| Ilse Salas          | Silvia          |
| Lisa Owen           | Sra. Nuñez      |

## Productie
De film is gebaseerd op waargebeurde feiten in 1985 waarbij de overheid dacht dat hier professionele inbrekers aan het werk waren geweest.

### Release
Museo ging op 22 februari 2018 in première op het internationaal filmfestival van Berlijn in de competitie voor de Gouden Beer.